# 荆州 (北魏)
北魏在其国土内設荊州和東荊州，治所分別在山北（河南魯山）和泌陽東陵鎮（河南泌陽）。
- 魏太武帝太延五年（439年）置荊州，治所在上洛郡上洛城（今陕西省商州市）。辖境相当今陕西省商州市及山阳县、商南县。魏孝文帝太和十八年（494年）改为洛州。
- 太和十八年（494年）改鲁山镇（鲁阴镇）置荊州，治所在山北县（今河南省鲁山县东）。辖境相当今河南省鲁山县、襄城县、平顶山市。太和二十二年（498年）废，改置为鲁阳郡。
- 太和二十二年（498年）置，治所在穰县（今河南省邓州市）。辖境相当今河南省叶县、南召县、西峡县三县以南，唐河县、新野县二县以北，淅川县以东，方城县、社旗县二县以西地。孝昌年间辖境缩小。隋开皇初年改为邓州。
- 魏宣武帝延昌元年（512年）置南荊州，治所在安昌城（今湖北省枣阳市南三十里）。西魏废帝三年（554年）改置昌州。

## 历代刺史
北魏荊州刺史
- 公孙初头（487年）
- 李崇（489年—492年）
- 薛真度（493年—494年）
- 韦珍（494年—495年）
- 薛真度（495年—497年）
- 元嘉（498年—499年）
- 李佐（499年）
- 元嵩（500年—501年）
- 薛真度（502年—503年）
- 赵怡（504年—506年）
- 崔延伯（507年—508年）
- 元志（509年—514年）
- 杨大眼（516年—517年）
- 元世遵（518年—520年）
- 元欣（520年—522年）
- 李神儁（522年—523年）
- 崔孝芬（523年—525年）
- 王罴（525年—527年）
- 李琰之（528年—532年）
- 源子恭（532年—533年）
- 贺拔胜（533年—534年）